# Изчезване на Санди Дейвидсън
Санди Дейвидсън (на английски: Sandy Davidson) е британско тригодишно дете, което на 23 април 1976 г. изчезва безследно, докато си играе в задния двор на къщата си в Еършър, Шотландия.

## Изчезване
На 23 април 1976 г. Санди Дейвидсън е в градината с малката си сестра Дона, която играе с кучето. Те са наглеждани от бабата и дядото, които са били в къщата. Портата се отваря и кучето изтичва навън. Санди бяга след него, опитвайки се да го хване. Сестра му Дона казва, че всичко, което тя може да си спомни е, че Санди я е повикал да отиде с него, но тя отказва и влиза в къщата, за да каже на баба си.
Наблизо тогава има строителна площадка, но от там никой не е виждал Санди.
Най-правдоподобният сценарий е, че при изчезването на Санди е имало човек, който да разнася брошури, и че би могъл да отвори портата и да вземе Санди. Майката на Санди - Маргарет и бащата Филип вярват, че е бил самотен човек, който иска син.
Друга теория е, че той изтичва до реката, която е на пет минути разстояние, последвайки кучето и впоследствие се е удавил.

## Последващи събития
Случаят е включен в епизода на телевизионната поредица "Missing Children: Lorraine Kelly Investigates" през 2009 г., но никой не се обажда с информация.
През ноември 2013 г. е извършен ДНК тест на човек, който е роден по същото време, по което е и Санди и, който живее на 40 км, но се оказва, че не е липсващото дете.
През септември 2014 г. основното училище Брумландс, построено около времето на изчезването на Санди, е разрушено. Полицията и градския съвет отказват да разкопаят земята, за да търсят Санди.
През февруари 2015 г. се появява изненадващ нов свидетел, който се свърза чрез социалната мрежа Facebook, твърдейки, че е бил отвлечен и измъчван от тийнейджърка в същото време, когато Санди изчезва.